# 4865 Sor
4865 Sor è un asteroide della fascia principale. Scoperto nel 1988, presenta un'orbita caratterizzata da un semiasse maggiore pari a 3,0510180 UA e da un'eccentricità di 0,0556240, inclinata di 10,12195° rispetto all'eclittica.